# Nadávka

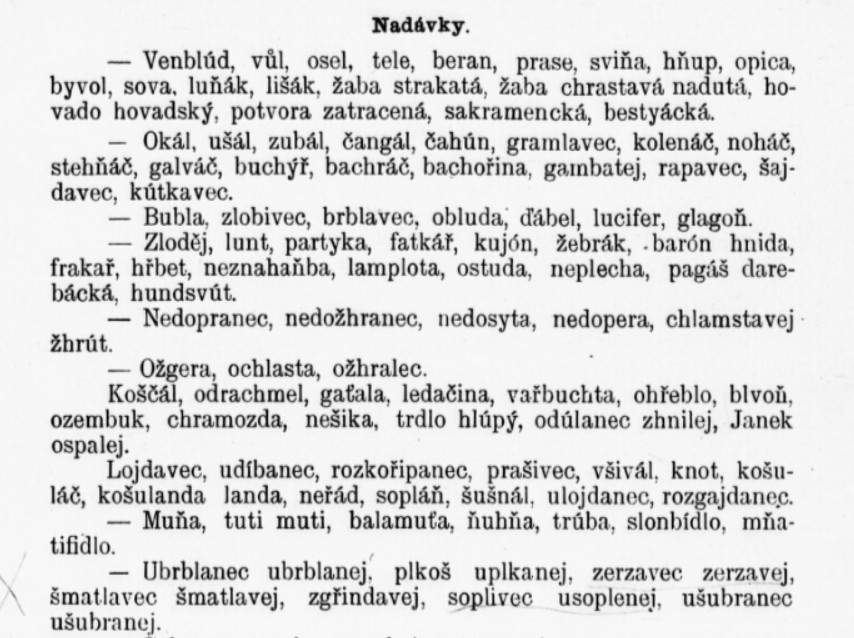
Nářeční nadávky z Moravského Slovácka (vydáno roku 1900)

Nadávka je hrubé, urážlivé pojmenování někoho.
Někdy jde o označení osoby, jindy abstraktního nebo reálného objektu, procesu nebo místa, ale nadávka také může působit jako prosté vyjádření emoce podobně jako citoslovce, nebo napodobení tohoto vyjádření. Může sloužit k podpoře nějakého úsilí a také k uvolnění stresu. Může být použita osobou která trpí nedostatkem pozornosti k zvýraznění se v kolektivu. Používá se obvykle jako součást slovního osobního útoku, tedy může být i aktem agrese nebo provokace, podobně jako vrčení nebo štěkání u zvířat, nebo podobně jako posměšky.

Jako nadávky se často, ale ne výhradně, používají vulgarismy. K použití nadávky je vždy třeba interpreta, ale ne vždy i adresáta. Opakované používání nadávek může být symptomem duševní choroby (například Touretteův syndrom), ale také znakem jistého druhu společenského prostředí nebo obecně zaostalosti. Nadávky se liší oborově i regionálně, což někdy komplikuje vzájemnou komunikaci. Svoji pozici v jazyce mohou nadávky navíc měnit a podle některých zdrojů nově výraz „šlapka“ (prostitutka) nepatří mezi nadávky, ale mezi české hovorové výrazy. 

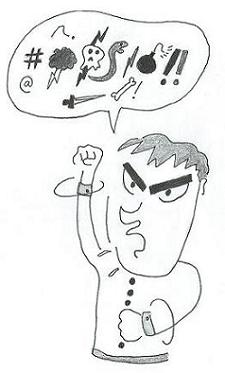
Používání nadávek je v obrázkových publikacích nahrazováno abstraktními symboly, což je v podstatě jistá forma autocenzury.

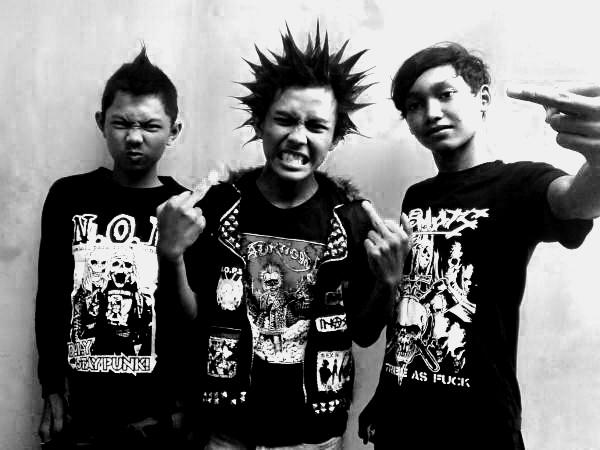
Nadávky mohou být vyjádřeny nejen slovně, ale také posunky.

Porozumění nadávce interpretem je jedním ze zásadních požadavků na její použití. Omezení možnosti jejího použití je pak dáno schopností adresáta či posluchače dekódovat výraz jako nadávku. Někdy může být obtížné rozeznat, zda jde o žert nebo o nadávku. Porozumění nadávce, jejímu smyslu a její vhodná reformulace je také problém překladový a překladatelský, tedy nikoliv pouze jazykovědný.
V ČR jsou v prvních dekádách 21. století preferovány nadávky spojené se sexualitou oproti dřívější době, kdy byly užívanější nadávky spojené s defekací. Mezi nejvíce používané nadávky patří podle jedné studie „trouba“ a „sakra“, nejméně používaný je výraz „košot“. Podle jiné studie jsou na internetu nejvíce používanými nadávkami „blbec“ a „buzna“.

## Historie
„Slušní“ občané po celá staletí předstírali, že žádná sprostá slova a nadávky neznají. Vulgarismy tak patřily do společnosti „sprostého lidu“, zločinců a do hospody.
Nejen pro určité oblasti a jazyky ale i pro určitá kulturní období civilizace jsou však typické určité nadávky, hanlivá označení a spojení, která jsou negativním zobrazením oponentů v polarizované společnosti i prostořeká oslovení, vězeňské, vojenské nebo hospodské nadávky. Některé nadávky ale přetrvávají věky.
Ve 14. století byl do češtiny z původně starogermánského slova „schelm“ z tehdejší němčiny přijat výraz „šelma“, v Německu označující původně mor, ale později i v češtině získal výraz podobu (dravého) zvířete, antikrista, ale také mršiny zvířete. Význam nadávky odpovídal výrazu mršina, již tehdy také používané ve formě „mrcha“. V 15. století se nadávky do „šelem“ staly předmětem žalob. Zikmund Winter se zmiňuje o konšelích, kteří si podle záznamu nebyli jisti významem nadávky. Uvádí, že kutnohorští konšelé zjistili, že zatímco v češtině podle nich znamená mršinu, v němčině znamená bezectného člověka.
V období raného novověku bylo zdaleka nejhojnější nadávkou (alespoň podle popisů v žatecké knize svědomí) výraz „kurva“, jehož význam se od šestnáctého století nijak zásadně nezměnil. Ačkoliv je ale v 21. století používána i pro muže, v novověku se jednalo o zcela výlučně ženskou nadávku. Byly zaznamenány tvary například „zkurvy syne“, nebo „…vaše matka byla kurva“, nebo „kultivovanější“ forma výrazu „tvá matka se nechovala tak, jak jest se měla chovati pořádně“.
Vyloženě mužskou nadávkou raného novověku bylo označení „zrádce“, to proto, že žena „jest mysli vrtkavé“, tvor od přirozenosti nestálý, od něhož nelze očekávat věrnost, ctnost jaké je schopen muž. Někdy bylo cílem nadávky ponížit adresáta, označit jej za člověka příliš podřadného, než aby se s ním interpret přel: „nejsi hodná, abych se s tebou vadila“, „…Však vědí o tobě, že jsi jak živa nic dobrýho nebyla.“.
Pouze pro muže je také v tomto období doložena nadávka „hňup“ či „hňup hlúpý“.
Již od středověku byl ale oceňován tvůrčí způsob používání a kombinování nadávek. Dobové listiny zaznamenávají výlev: „Vzyjebená kurvo, šejdířko, ludařko, chásko zvyjebená zlodějská.“
Slavnou ukázkou kreativního používání a kombinování nadávek je dopis záporožských kozáků tureckému sultánu Mehmedovi IV. z druhé poloviny 17. století.
Časté jsou proměny nadávek v politice. Během komunistického režimu tak byl nadávkou pro oponenty režimu (disidenti) mimo označení „vlastizrádci“ také používán výraz „samozvanci“ pocházející ze sousloví „samozvanci a zaprodanci“ (sabotéři komunismu podle tvrzení komunistů placení kapitalistickým Západem), případně „ztroskotanci a samozvanci“. Po vzniku Charty 77 bylo pomocí propagandy šířeno a ujímalo se označení „chartista“ jako hanlivé. Je-li běžné označení změněno v urážku, je zdvořilá komunikace týkající se subjektu obtížnější a jeho hodnota tak zcela degradována. Proces stvoření nadávky změnou konotace používaného výrazu je běžný i v 21. století.
Opačně pro příslušníky komunistické strany pak byla používána přezdívka „komančové“ nebo „komáři“, pro další osoby „kolaboranti“, „estébáci“, a po roce 1989 pro exponenty režimu „staré struktury“. Pro příznivce Václava Havla nebo pro své liberální odpůrce používají konzervativní, pravicoví a levicoví politici a jejich příznivci jako hanlivé označení havlisti anebo novotvar pravdoláskaři z propagovaného „Pravda a láska musí zvítězit nad lží a nenávistí“. Nadávka „Moskaljaku na hilljaku“, jíž Ukrajinci označují Rusy podporující politický režim prezidenta Vladimira Putina se stala na Ukrajině populární zejména v období krymské krize.
V průběhu dějin lidé byli mučeni a zabíjeni za kritiku svého vedení, zločin urážky majestátu byl od dob starověkého Egypta až do 18. století pokládán za jeden z nejtěžších a trestán smrtí.. …ale za poslední století byly nejslavnější právní bitvy o svobodu projevu spojeny nikoliv s úsilím mluvit pravdu, ale s používáním určitých slov pro páření a zevní genitálie… Omezení svobody projevu v tomto ohledu pocítili i Kenneth Tynan, John Lennon, Bono, Bernard Malamud, Eldridge Cleaver, Kurt Vonnegut, a tvůrci pořadu Hair (Vlasy) nebo M*A*S*H.

## Etymologie
Některé výrazy jsou původními označeními pro tutéž činnost nebo objekt jak tomu bylo v původním významu. Například hovno je všeslovanské slovo téhož významu v různých národech. Jsou ale popsány způsoby jak dochází k změně z výrazů běžně používaných výrazů na nadávky (hovado, obcování). Nadávky, které pochází od názvů zvířat, podle Českého etymologického slovníku Jiřího Rejzka vznikly přenesením významu (metaforou), na základě společných vlastností s daným zvířetem, předpokládané hlouposti, nečistotnosti či neohrabanosti.
Další nadávky vznikly zkomolením nebo přenesením cizojazyčných výrazů. České slovo kunda pochází zřejmě z latinského „cunnus“ (vulva). Valaši však jménem Kunda křtili své dcery, nazývali tak původně mladá děvčata. U nadávky píča se předpokládá původ ve francouzském slovním spojení „le petit chat“, tedy malá kočka, kočička. Ovšem píča byl v Čechách také název pro sýkorku.
Výraz děvka byl původně běžným označením pro dívku, děvče, děvečku nebo služebnou. 
Podle některých tvrzení nejsou slova, tedy artikulované zvuky, sama o sobě nadávkami, jejich použití vyžaduje především špatný úmysl. Přesto je v USA poměr médiím povolených a nepovoleným výrazů asi 400.000:7. Jde o výrazy Shit, Piss, Fuck, Cunt, Cocksucker, Motherfucker a Tits, doslovně: hovno, chcanky, jebat, piča, hulibrk, mamrd, kozy.

### Vznik nových nadávek
Ačkoliv podobně jako jiná slova mohou nadávky vznikat pomocí onomatopoie, častěji jsou tvořeny změnou významu, přejímání nebo odvozováním a skládáním slov. To platí i pro víceslovné nadávky (např. namrdaný medvídku, vyjetá macocho).
Nové nadávky tak často vznikají jako produkty sémiotiky a sémantických procesů. Při tvorbě nadávek mohou důležitou roli sehrávat básnické prostředky – perzifláž, přirovnání, jinotaj, ironie, hyperbola, personifikace, oxymóron, významový přenos (metafora a metonymie), významové posuny (generalizace). Nadávky které se váží k nějakému objektu nebo procesu, jsou tak pojímány spíše jako znaky, symboly popisovaného objektu (piča, estébák) nebo procesu (zpičit, kurvení), spíše než popisy skutečnosti.
Vznik pomocí metafory je popisován jako velmi častý. Metafora dává výrazům jiný význam na základě vnější podobnosti, je popisována například u slov označujících stárnoucího člověka (zombie), ošklivého člověka (zrůda) a rasistických nadávek (kofola). 
Skládáním slov vznikají nadávky jako budižkničemu, černoprdelník, čobolák nebo zlatokopka. Skládání slov je ovšem typické spíše pro němčinu. Některé nadávky mohou tvořit i souvislé věty (smrdí ti z huby jak žebrákovi z prdele) ale není to běžné.
Nikoliv zanedbatelným druhem tvorby nadávek je pozměňování slov, ve smyslu změny liter k dosažení jiného předpokládaného vztahu (konotace). Někdy je cílem pobavit adresáta. Do této kategorie jsou řazeny nadávky partadement = parlament, poštěvačka = pošťačka, serebrita = celebrita, dermokracie = demokracie. Změna názvu slova je popsaná často u nadávek používaných na internetu, originální nadávky jsou zde pozměňovány tak, aby je vyhledávač neodstranil a adresát pochopil (perdel = prdel, kua = kurva, kikot = kokot).

## Lingvistika
Nadávka je v české společnosti hojně využívána v mnoha situacích. Nadávka není pouze útočná či obranná forma komunikace. Ve vyjádření veřejně činných osobností z počátku 21. století se nadávky objevují běžně také. Významnou měrou může ovlivňovat výběr nadávky kreativita a inteligence interpreta, takže nadávka někdy může více než o adresátovi vypovídat o kvalitách interpreta.

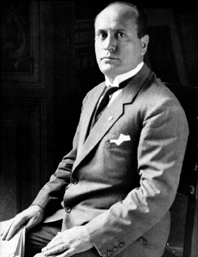
Fašista je časté urážlivé označení v politickém kontextu (Benito Mussolini, vůdce italských fašistů)

Při překladu nadávek bývá problém, zda zachovat při interpretaci spíše formu nebo obsah. Další otázka se týká morálního aspektu překladu nadávky. Zde je obecně předpokládáno, že výběr textotvorných prostředků by neměl být narušen obecnými morálními zásadami, tedy měl by být především dodržen záměr textu.
Typologie nadávek je mezi národy rozdílná. Obyvatelé některých států dávají přednost kletbám análním a fekálním (koprolalika), ale obyvatelé jiných států preferují nadávky sexuální až incestní (pornolalika). Intenzita používání nadávek v národní mluvě se rovněž liší podle zemí. V češtině nejsou známy ekvivalenty některých nadávek používaných v jiných zemích, například výraz „jebem ti mať!“ nebo urážky Boha a svatých.
Neurolog Antonio Damasio poznamenává, že ačkoliv v důsledku poranění mozku pacientů došlo k poškození jazykových oblastí, byli pacienti stále schopni nadávat.
Samotný výraz nadávka například v angličtině zřejmě nemá obecně přímo danou obdobu. Některé slovníky nadávku překládají jako „abuse“, tedy významově – zneužívání, což je jiné slovo. V anglickém jazyce je však významově nejblíže samotnému výrazu „nadávka“ zřejmě podobný výraz „rudeness“, tedy hrubost, avšak jsou zde zřejmé rozdíly. Hrubosti se může osoba dopouštět i nevědomky nebo pouhým málo ohleduplným chováním. Obsahově a prakticky je velmi blízký (tedy kromě jiného výrazu – urážka „insult“). V angličtině jsou ale vhodnou obdobou výrazy „swearing“ („swearwords“), „curse“, jež jsou obecně považovány za synonyma výrazu „profanity“ („bad words“) tedy rouhání, neuctivost, používání sprostých slov, vulgarismů (v angličtině „vulgarity“).

## Psychiatrie a psychologie
Používání nadávek (koprolálie) bývá podle psychiatrických rozborů pozorováno často u dětí s přísnou výchovou, které nemají možnost ventilovat svou potřebu agrese. Podle H. Jacksona klení a nadávky obecně dodávají důraz a sílu výrazům emocí, nejde tedy o náplň komunikace, ale o její působení, intenzitu. Je důležitý dopad komunikace, nikoliv obsah, čemuž mohou odpovídat i další projevy během komunikace nebo hlasitost projevu. Řada pacientů se podle uvedených pozorování cítí lépe a pociťuje prostřednictvím koprolálie úlevu, když takto původně neverbalizované tikové projevy získají agresivní smysl.
Psycholog Zbyněk Vybíral tvrdí, že „Každý nadávající člověk prozrazuje sám na sebe, že má momentálně nějaký problém, nějaký konflikt sám v sobě,“ a vytvořil přehled nejčastějších důvodů, proč se jinak zdraví lidé uchylují k nadávání :
- uvolnění napětí a pocitu frustrace.
- sebepovzbuzení, dodání si sil
- snaha o začlenění se
- úzkost a strach
- snaha potupit – „vytváření otroků“ zbavených jakékoli sebeúcty.
- zastrašování
- snaha odlišit se, působit „drsně“.
- snaha být módní, platí zejména u dospívajících.
- z nápodoby, převzetím normy z domova, ve školce a ve škole.

Vulgární výrazy podle psychologa Vybírala u duševně zdravých osob slouží právě především jako signál konformity a loajality, začlenění se do skupiny. Nadávky se obsahově vyprazdňují, stávají se frázemi. Podle jazykovědce Uličného se s tím, jak lidé nemají žádné skutečné problémy a duševně nedospívají, společnost stává infantilní a to se projevuje i nadužíváním vulgarismů.
Nadávky jsou spojeny s některými psychologickými funkcemi a používány zejména jazykovými a neurologickými mechanismy. Funkčně podobné chování lze pozorovat u šimpanzů. New York Times konstatuje, že nadávání (swearing) je sice rozšířeno, ale muži obecně nadávají více než ženy, a to univerzitní děkani více než knihovníci nebo někteří nižší zaměstnanci univerzit.
Badatelé Stephens, Atkins a Kingston z University of Keele zjistili, že nadávání zmírňuje účinky fyzické bolesti. Stephens řekl: „Chtěl bych poradit lidem, kteří se zraní, aby nadávali.“ Nadužívání nadávek má však tendenci snižovat účinek tohoto prostředku.
Tým neurologů a psychologů na UCLA Easton Center for Alzheimer's Disease Research předpokládají, že nadávky mohou pomoci rozlišit Alzheimerovu chorobu od frontotemporální demence.

## Právo
Nadávka se stává také předmětem soudního sporu v případě, že se některá osoba cítí poškozena, došlo k veřejnému pohoršení nebo je ohrožena mravní výchova mládeže. Zvláště sledovaným druhem nadávek jsou nadávky s rasovým podtextem. Časté používání nadávek ve školách a na pracovištích může mít souvislost s mobbingem a šikanou (bullying), kdy dochází k týrání kolegů, podřízených, žáků nebo spolužáků fyzickými a verbálními útoky – nadávkami či posměchem.
Je popsán případ, že Česká televize musela zaplatit poškozenému řediteli Národní galerie Milanu Knížákovi náklady řízení a sto tisíc korun za vulgární urážku („Protože je to čů... Nafoukanej, kriploidní čů... To je úplně jednoduchý, ne? To přece víme všichni.“) odvysílanou v dokumentu ČT. Tutéž částku musel uhradit výtvarník David Černý, jenž ředitele Národní galerie urazil. ČT i výtvarník se poškozenému omluvili, a odvolací senát tak řešil nárok poškozeného na odškodnění.

### Ve Velké Británii
Nadávka ve Spojeném království sama o sobě není trestným činem, avšak v souvislosti se může součástí trestného činu stát. V Anglii a Walesu je nadávání na veřejnosti, tam kde způsobí obtěžování nebo obavy, může představovat trestný čin, porušení veřejného pořádku. Podobně je tomu ve Skotsku.

## Politika

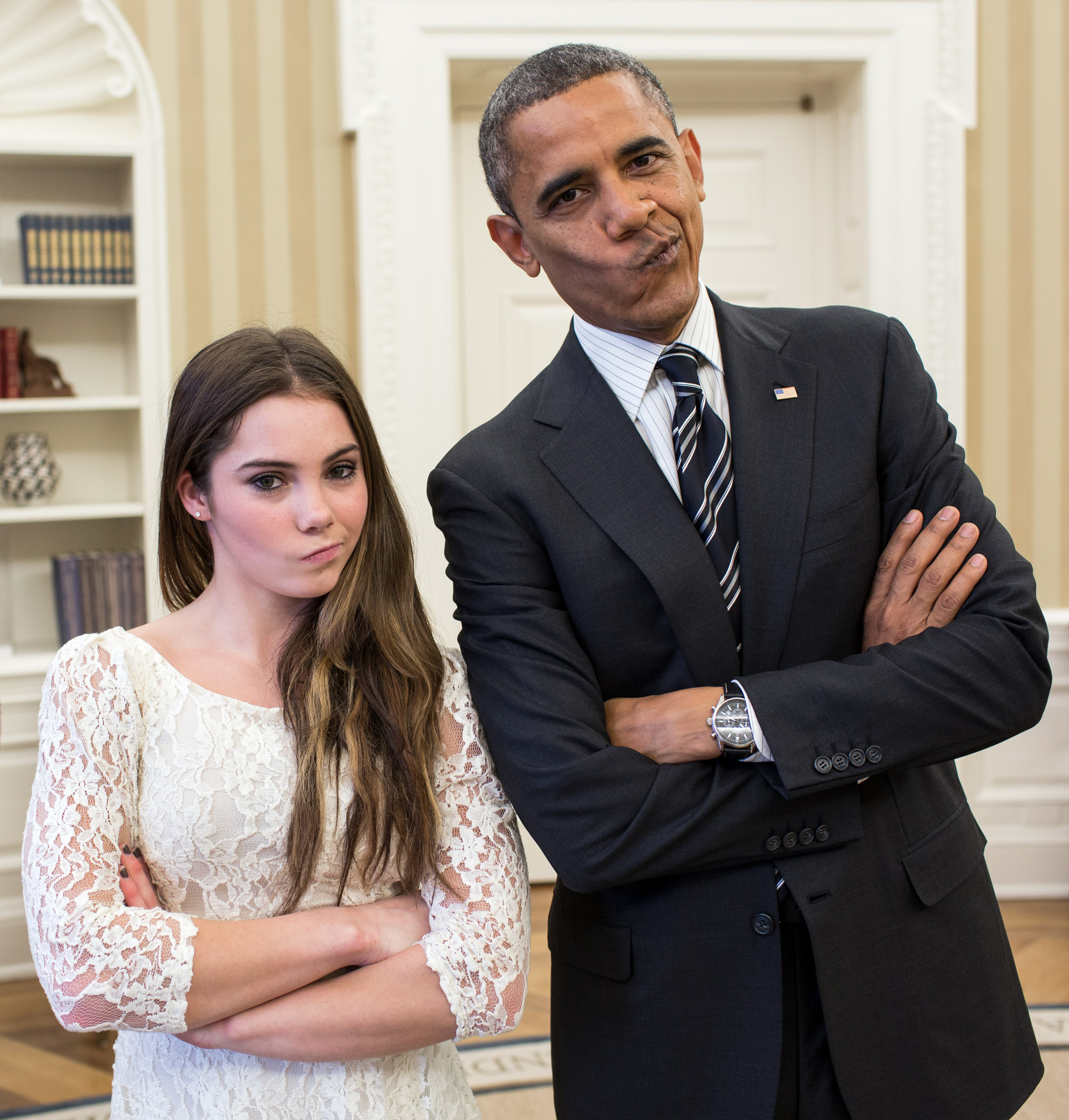
Americký prezident Barack Obama bývá někdy ruskými a severokorejskými politiky označován za opici.^{(viz text)}

Nejjednodušší, rasově zaměřené nadávky, jsou často směřovány na politiky se semitskými nebo negroidními rysy, zvláště pokud svým působením vynikají a jsou účastníky politických konfrontací. Ve Francii byl v roce 2014 jeden z poslanců odsouzen k zaplacení pokuty 3000 eur za to, že přirovnal ministryni Christiane Taubirovou, černošku původem z Francouzské Guyany, k opici. Přímo ve Francouzské Guyaně byla kandidátka krajně pravicové Národní fronty odsouzena za stejný čin k trestu devítiměsíčního odnětí svobody. V KLDR byl v roce 2014 zveřejněn článek, kde byl americký prezident Barack Obama přirovnán k opici – „Bylo by lepší, kdyby (Obama) žil s ostatními opicemi v přírodní rezervaci někde v Africe … a sbíral drobky, které mu pohodí návštěvníci.“ Prezident Ruské federace V. Putin zaslal belgickému deníku v roce 2014 fotomontáž, kde jsou Barack Obama a jeho manželka stylizováni jako opice. Deník fotomontáž zveřejnil s tím, že jde o karikaturu. V den narozenin B. Obamy vytvořila ruská pravicová organizace na zdech velvyslanectví USA v Moskvě sérii laserových obrazců symbolizujících amerického prezidenta pojídajícího banán. Ruská poslankyně a bývalá olympijská šampionka v krasobruslení Irina Rodninová zveřejnila fotografii amerického prezidenta, na které je B. Obama spolu s manželkou Michelle s rukou držící banán v popředí. Rasistické plakáty s B. Obamou se objevily i na bilboardech v Moskvě.  K opici (šimpanzovi) byl však přirovnáván opakovaně i Obamův předchůdce G. W. Bush. To však většinově liberální média za rasismus a nepřijatelné nepovažovala (viz dvojí metr) Zesměšnění protivníka je součástí politického soupeření, které může někdy překročit hranice vkusu, pokud nejsou respektovány meze. Ve sportu jsou obecně odsuzovány i rasistické urážky soupeře fanoušky, urážky mezi soupeři jsou považovány za nesportovní nebo nevhodné a trestány.
Seriál South Park, dílo naplněné vulgaritami, nadávkami, násilím, zvracejícími a vyměšujícími postavami byl oblíben voliči středopravého spektra, včetně náctiletých a mladých dospělých, kteří si oblíbili pořad pro jeho tendenci zesměšňovat liberální názory a parodovat liberální celebrity a ikony.

### Nadávky v politice ČR
V roce 2007 se český premiér Mirek Topolánek omlouval za zdvižený prostředníček. Nemravné gesto udělal na poslance opozice, kteří se předtím dožadovali příchodu členů vlády na jednání Sněmovny. S tím je spojené vysvětlení, že toto gesto vlastně není nadávka, ale znamená „Jsi jednička.“ Stejné gesto použil později i jiný poslanec.

Výsledkem chování českého prezidenta byly i narážky rádia Frekvence 1 v ranních pořadech, vulgarismy a nadávky v ranních telefonátech s prezidentem ČR. Neboť není uvedeno že jde o nadsázku, pořad je obtížně rozeznatelnou mystifikací. V souvislosti s tímto ranním satirickým pořadem je zajímavým zjištěním, že právě v ranním vysílání jsou nadávky nejméně přijatelné. V české politice nejsou ovšem nadávky a urážky i ve formě „bonmotů“ od roku 1989 nijak vzácným jevem.

## Omezení nadávek v rozhlasovém a televizním vysílání

### V ČR
Některé webové stránky uvádí následující seznam nadávek popsaných a užívaný Radou pro rozhlasové a televizní vysílání: Existenci a pravost seznamu potvrzují i další zdroje , avšak předsedkyně RRTV Kateřina Kalistová oznámila že jde pouze o seznam nadávek zkopírovaný z Wikipedie. Zákon považuje předsedkyně RRTV za nedokonalý. Na provozovatele vysílání podle tvrzení předsedkyně RRTV nemá nedodržení seznamu žádný dopad, je pouze varován, RRTV nemůže přistoupit k uložení sankce. A to ani v případě, že byly použity vulgarismy v edukativním pořadu určeném pro děti, přestože jsou děti proti takovému činu, který by mohl narušit jejich zdravý mravní či duševní vývoj, chráněny zákonem.
Podobně i v zahraničí jsou v televizním a rozhlasovém vysílání zakazovány některé výrazy. Ani podle uvedených kritérií není snadné zařadit některé nadávky, jako například čapkovské „ťululum“.

### V jiných zemích
Velká Británie je proslulá humorem komediální skupiny Monty Python (Monty Python's Flying Circus) jenž také v rámci skečů často naráží na cenzuru nadávek nebo obnažených částí lidského těla. Relativní závažnost různých vulgarismů a jejich vnímání veřejností, byla v této zemi posuzována organizacemi Broadcasting Standards Commission (Office of Communications), Advertising Standards Authority (Independent Television Commission) a BBC. Tématem výzkumu bylo například zjištění vnímání nadávek ve skutečném životě (Real life and swearing). Výsledky výzkumu na téma byly zveřejněny v roce 2000 pod názvem „Delete expletives?“ (Smazat nadávku?).
Výzkum ukázal, že respondenti přijmou nebo schvalují obsah programu v případě, že je vidět, že je redakčně oprávněný nebo hodnotný. Pokud jsou nadávky zahrnuty v programu „bezdůvodně“ hůře dosáhnou podporu publika. Rovněž je jasně rozlišováno médium v kterém jsou nadávky nebo silná slova používána, nadávky jsou většinou respondentů negativně vnímány na BBC 2 a malou menšinou negativně na Channel 4. Výzkum tak ukázal že jednoduchý zákaz nadávek a sprostých slov není nejen vyžadován ale ani vnímán jako relevantní vzhledem k tématu. Je zmiňováno že přitom není významné zda jde přímo o večerní pořad pro dospělé.
Podobný průzkum byl proveden v roce 2009 na Novém Zélandu. Výsledky byly zveřejněny v březnu 2010 ve zprávě s názvem „What Not to Swear“ . Úřady v souladu se zjištěními jak jsou nebo nejsou akceptovatelné veřejností určité výrazy zveřejnila seznam některých slov pod názvem Unacceptable Words on Television and Radio (Neakceptovatelné výrazy v Televizním a radiovém vysílání). Tento seznam se však stal terčem posměšků, jeden z textů přepisuje diváky neakpcetovatelné výrazy jako „jméno syna křesťanského boha“, nebo „technicky vzato označení pro vašeho otce (ale zkuste na to nemyslet)“. 

## Typologie nadávek
Nadávky jakožto specifické výrazy, jejichž informativní hodnota sama o sobě není obvykle velká a jejichž účinek spočívá především v pochopení a subjektivní empatické reakci příjemce nebo posluchače, lze pro snazší pochopení smyslu a použití povšechně rozdělit.
V lidské společnosti jsou jednotlivci nebo skupiny osob někdy pronásledovány nebo utlačovány například pro věk, oděv nebo vzhled, etnikum nebo kulturní odlišnost, rasu nebo barvu kůže, náboženství nebo politickou příslušnost, pohlaví, včetně rysů spojených s pohlavím (např. těhotenstvím), sexualitu a sexuální orientaci, nemoc nebo postižení (např. duševní poruchy), životní styl nebo povolání, společenskou třídu (kastu), hmotnost nebo výšku. Tomu částečně odpovídá i uvedený seznam, jenž naznačuje typy výrazů, které jsou používány jako nadávky.
David Warren Sabean nadávky rozdělil do následujících skupin:
- rouhání a kletby (pro pána boha, čert ví, odkud jsi a co jsi)
- neslušnosti a necudnosti (kurva)
- urážky a znectění (lhář, lotr, zloděj)
- nečistota a skatologie

Podrobnější typologii nadávek použil Michael Frank při studiu kriminality ve vesnické společnosti sedmnáctého a osmnáctého století:
- sexuální,
- přirovnávající ke zvířatům
- zlodějské
- označující za nespolehlivého člověka
- šelmovské
- čarodějnické
- národnostní.

Michael Toch v práci o slovních urážkách v pozdně středověké vesnické společnosti použil následující typologii
- kriminalizující
- náboženské
- dle povolání
- anální
- sexuální
- dle osobních vlastností
- zvířecí

V bakalářské práci Urážlivé, vulgární a rasistické projevy na internetových diskusních fórech, autorka více než pět set výrazů řadí do dvaceti kategorií a dalších podkategorií.
- kontextově závislé výroky jejichž efekt se projevuje v kontextu, kam autorka řadí cynické poznámky,
- výrazy se sexuální tematikou, které dále člení
- výrazy urážející inteligenci člověka,
- výrazy urážející náboženství
- výrazy urážející vzhled
- výrazy jejichž cílem je urážet člověka pro jeho věk
- výrazy vztahující se k povaze člověka
- výrazy pro osoby závislé na návykových látkách
- výrazy, jež označují hloupost
- výrazy pojmenovávající obličej
- výrazy označující podřadné skupiny (ve smyslu výrazy degradující nějakou skupinu)
- výrazy pro nemanželské, zlobivé děti a děti s negativním podtónem
- politické výrazy
- výrazy označující národnost člověka
- xenofobní výrazy
- nejčastější výrazy
- přízviska známých osob
- výrazy představující jazykovou hru se jmény známých osob
- grafické značky (piktogramy)
- výrazy vytvořené kvůli blokovacím automatům na internetu

Na základě uvedených rozdělení vyplývá, že nadávky lze rozlišit jako výrazy související především jazykovým původem:
- nadávky přímo převzaté z jiných jazyků (gadžo, ďaur, shit), případně tvary cizích slov foneticky přepsané do češtiny (šit, bulšit) ludra (z němčiny)[64]
- novotvary vzniklé kombinací slov, někdy i úpravou tradiční nadávky s jiným výrazem – vlezdobruselista, poštěvačka, serebrita [65]
- české nadávky a české výrazy s významovým posunem – děvka[14], mrzák (původně puchýř, nežit nebo rozmrzení působící osoba)[66]

Výrazy vytvořené jako metafory:
- označení, které souvisí se sexuálním chováním nebo které přímo nebo nepřímo označují genitálie, například výrazy – čurák, píča, kunda, kurva[6]
- výrazy související s vylučováním, skatologií, případně jsou historickými nebo neslušnými názvy pro toaletu – hovno, prd, prevít, hajzl, prdel
- označení přirovnávající k různým zvířatům – skutečným či smyšleným – vůl, čuně, prasopes, vochechule)
- označení podle odumřelých částí rostlin – pařez, stará větev, kořen
- označení mající původ ve vlastnostech nějaké historické osoby – grázl (podle Johanna Georga Grasela),
- označení mající původ v zaměstnání – fízl, estébák, gestapák, popelář, hérečka
- označení, která jsou nadávkami jen v kontextu nebo při přirovnání – trouba, trubka,[6] vrták, truhlík, matěj,
- náboženské výrazy nebo osoby – boží hovádko, proklatec, Jidáš, Kain

Výrazy popisující v negativním významu nebo i nepravdivě osobu, nadsázky:
- označení, které souvisí s nedostatky vzhledu (s ohledem k obecně uznávaným normám vzhledu) a s výraznými tělesnými znaky a schopnostmi – nosáč, anorektička, buřtík, špekoun
- označení, které souvisí s nedostatečným vzděláním, původem, nebo sociálním postavením – negramot,[6] nula, strup, vidlák, maloměšťák
- označení urážlivým způsobem spojené s genderovou orientací, pohlavím nebo s takovou orientací spojeným chováním – teplouš, buzna, bukvice[6]
- označení, které souvisí s věkem, mládím nebo naopak stárnutím a znaky s nimi spojenými – mimino, beďarová opice,[3] senil[6], chcípák
- rasistická označení – negr[67], černá huba[68], rákosník[69]
- etnická označení – cigán[68]
- šovinistické výrazy nebo výrazy přirovnávající k různým cizím národům – židák, tatar, žabožrout, kočkožrout, úkáčko, knedlík, exot[70]
- výrazy označující negativní charakterové vlastnosti –  nádiva, famfárum, flákač, floutek[56]
- urážlivé označení druhých jako zastánců nějakých politických a filozofických názorů – nácek, komouš, bolševik, fašoun, socan[71]
- výrazy pro fyzické nebo psychické postižení – idiot, debil[72], kretén,[56] psychopat[73], pitomec[74]

Tento seznam přímo vychází ze seznamu použitého Radou pro rozhlasové a televizní vysílání.

## Statistika
Podle výzkumů prováděných Angus Reid Public Opinion v červenci roku 2010 bylo zjištěno, že Kanaďané nadávají častěji než Američané a Britové, když mluví s přáteli. Zatímco Britové nadávají cizím jazykem s větší pravděpodobností než Kanaďané a Američané během rozhovoru.

## Citáty
- Ten, kdo použil poprvé místo oštěpu nadávky, stal se zakladatelem civilizace. (Sigmund Freud)
- Když jste na konci s argumenty, můžete ještě začít nadávat. (Elbert Hubbard)
- „Lidstvo si zasluhuje spíše obdivu, ba lásky, nežli nadávek. Ale když nadávek, tak hodně upřímných a hlasitých.“ (Josef Čapek)